# Аун Ту (футболіст)
Аун Ту (бірм. အောင်သူ; нар. 22 травня 1995, П'їнмана, М'янма) — м'янманський футболіст, нападник тайського клубу «Бурірам Юнайтед» та національної збірної М'янми. Преставляв свою країну на міжнародному рівні в вікових категоріях U-17, U-20, U-23 та в дорослій команді. Представляючи М'янму на молодіжному чемпіонаті світу в 2015 році, відзначився своїм дебютним голом у воротах збірної Нової Зеландії.

## Клубна кар'єра

### Ранні роки
У 2009 році 13-річний Аун Ту представляв П'їнмана на турнірі Дивізіон U-19, на якому відзначився 3-ма голами. Відвідував Він буде відвідувати Футбольну академію М'янми (Мандалай).

### «Яданарбон»
«Яданарбон» запросив Ауна з Футбольної академії М'янми (Мандалай). Він продемонстрував вражаючий талант у «Яданарбонs», що підвищило його цінність для всієї команди, відзнаався меншою кількості голів, ніж очікувалося, але допомогав іншим партнерам по команді відзначаться голами.
На царемоніях нагородження МНЛ 2016 та 2017 року визнавався найкращим футболістом чемпіонату М'янми.

#### Оренда в «Поліс Теро»
У листопаді 2017 року Аун Ту підписав контракт з таїландським клубом «Поліс Теро», офіційно відомим як «БЕК Теро Сасана», на сезон 2018 року. Забивав м'ячі та допомагав іншим відзначатися голами; визнавався найкращим гравцем місяця в чемпіонаті. У поєдинку 11-го туру чемпіонату Таїланду проти «Сухотая» відзначився голом, який увійшов до 5-ки найкращих голів туру.

#### Оренда в «Муанг Тонг Юнайтед»
Аунг Ту приєднався до «Муанг Тонг Юнайтед» на правах оренди на сезон 2019 року з можливістю викуплення контракту.

### «Бурірам Юнайтед»
У грудні 2020 року Аунг Ту підписала контракт з одним з грандів чемпіонату Таїланду «Бурірам Юнайтед» за 50 000 доларів США. 26 грудня 2020 року дебютував у переможному (2:0) виїзному поєдинку проти «Чонбурі».

## Кар'єра в збірній

### Юнацькі та молодіжні збірні
Аун Ту дебютував у національній команді (U-16), яка брала участь у юнацькому чемпіонаті Південної Азії (U-16) 2011 року.
У 2014 році його вирішальний м'яч проти юнацької збірної В'єтнаму U-19 на турнірі Hassanal Bolkiah Trophy в Брунеї, допміг М'янмі виграти турнір. Швидко став улюбленим нападником вболівльників з М'янми. У тому числі завдяки грі Ту національна збірна М’янми (U-19) взяла участь у молодіжному чемпіонаті світу, першому великому футбольному турнірі збірної починаючи з літніх Олімпійських іграх 1972 року в Мюнхені. Він був відзначений своїми потужними ударами та роумними прискореннями в технічному підручнику ФІФА на молодіжному чемпіонаті світу 2015 року.

### Доросла збірна
У футболці національної збірної М'янми дебютував 28 серпня 2015 року в товариському матчі проти ОАЕ. Дебютним голом за національну команду відзначився в поєдинку кваліфікації чемпіонату світу 2018 року проти Лаосу (3:1).

## Статистика виступів у збірній

### По матчах
Станом на 6 червня 2019
Вік (19 років 3 місяці 6 днів)
| Національна збірна | Рік     | Матчі | Голи |
| ------------------ | ------- | ----- | ---- |
| М'янма             | 2015    | 6     | 1    |
| М'янма             | 2016    | 12    | 3    |
| М'янма             | 2017    | 7     | 3    |
| М'янма             | 2018    | 6     | 1    |
| М'янма             | 2019    | 9     | 1    |
| Загалом            | Загалом | 40    | 9    |

### Голи за збірну
Рахунок та результат збірної М'янми в таблиці подано на першому місці.
| #  | Дата              | Стадіон                                    | Суперник    | Рахунок | Результат | Змагання                           |
| -- | ----------------- | ------------------------------------------ | ----------- | ------- | --------- | ---------------------------------- |
| 1. | 13 жовтня 2015    | Супачаласай, Бангкок                       | Лаос        | 3–1     | 3–1       | кваліфікація чемпіонату світу 2018 |
| 2. | 29 березня 2016   | Міжнародний стадіон Сайда, Сайда           | Ліван       | 1–0     | 1–1       | кваліфікація чемпіонату світу 2018 |
| 3. | 20 листопада 2016 | Тувунна, Янгон                             | В'єтнам     | 1–1     | 1–2       | чемпіонат Південної Азії 2016      |
| 4. | 23 листопада 2016 | Тувунна, Янгон                             | Камбоджа    | 3–1     | 3–1       | чемпіонат Південної Азії 2016      |
| 5. | 5 жовтня 2017     | Мандалар Тірі, Мандалай                    | Таїланд     | 1–2     | 1–3       | Товариський матч                   |
| 6. | 10 жовтня 2017    | Тувунна, Янгон                             | Киргизстан  | 1–2     | 2–2       | кваліфікація чемпіонату Азії 2019  |
| 7. | 9 листопада 2017  | Олімпійський стадіон, Пномпень             | Камбоджа    | 2–1     | 2–1       | Товариський матч                   |
| 8. | 16 листопада 2018 | Новий національний стадіон Лаосу, В'єнтьян | Лаос        | 1–1     | 3–1       | чемпіонат Південної Азії 2018      |
| 9. | 14 листопада 2019 | Мандалай Тірі, Мандалай                    | Таджикистан | 3–1     | 4–3       | кваліфікація чемпіонату світу 2022 |

## Досягнення

### Клубні
- Чемпіон М'янми (1):

«Яданарбон»: 2016
- Чемпіон Таїланду (1):

«Бурірам Юнайтед»: 2021-22
- Володар Кубка Таїланду (1):

«Бурірам Юнайтед»: 2021-22
- Володар Кубка тайської ліги (1):

«Бурірам Юнайтед»: 2021

### Індивідуальні
- Найкращий молодий гравець Південної Азії: 2015
- Гравець року в М'янмі: 2014, 2015, 2016, 2017
- Гравець року в Національної ліги М'янми: 2015, 2016, 2017

### У збірній
молодіжна збірна М'янми
- Hassanal Bolkiah Trophy (1): 2014

## Особисте життя
31 травня 2018 року Аун Ту одружився з м'янманською акторкою По Ей Ей Кант; весільна церемонія відбулася 26 березня 2019 року в Західному парку. 19 липня 2019 року у подружжя народився перший син Твін У Хан.